# Bakongan Timur
Bakongan Timur (indonez. Kecamatan Bakongan Timur) – kecamatan w kabupatenie Aceh Selatan w okręgu specjalnym Aceh w Indonezji.
Kecamatan ten znajduje się w północnej części Sumatry, nad Oceanem Indyjskim. Od północy graniczy z kecamatanem Bakongan, a od południowego wschodu z kecamatanem Trumon. Przebiega przez niego droga Jalan Lintas Barat Sumatrea.
W 2010 roku kecamatan ten zamieszkiwało 5208 osób, z których wszystkie stanowiły ludność wiejską. Mężczyzn było 2 613, a kobiet 2 595. 5206 osób wyznawało islam.
Znajdują się tutaj miejscowości: Kampung Baru, Ladang Rimba, Sawah Tingkeum, Seubadeh, Seulekat, Simpang, Ujung Pulo Cut, Ujung Pulo Rayeuk.